# NGC 5776
NGC 5776 (również PGC 53289) – galaktyka eliptyczna (E), znajdująca się w gwiazdozbiorze Panny. Odkrył ją Heinrich Louis d’Arrest 27 kwietnia 1862 roku. Jest to najjaśniejsza galaktyka klastra. Jest zaliczana do radiogalaktyk.